# Denys Sjmyhal

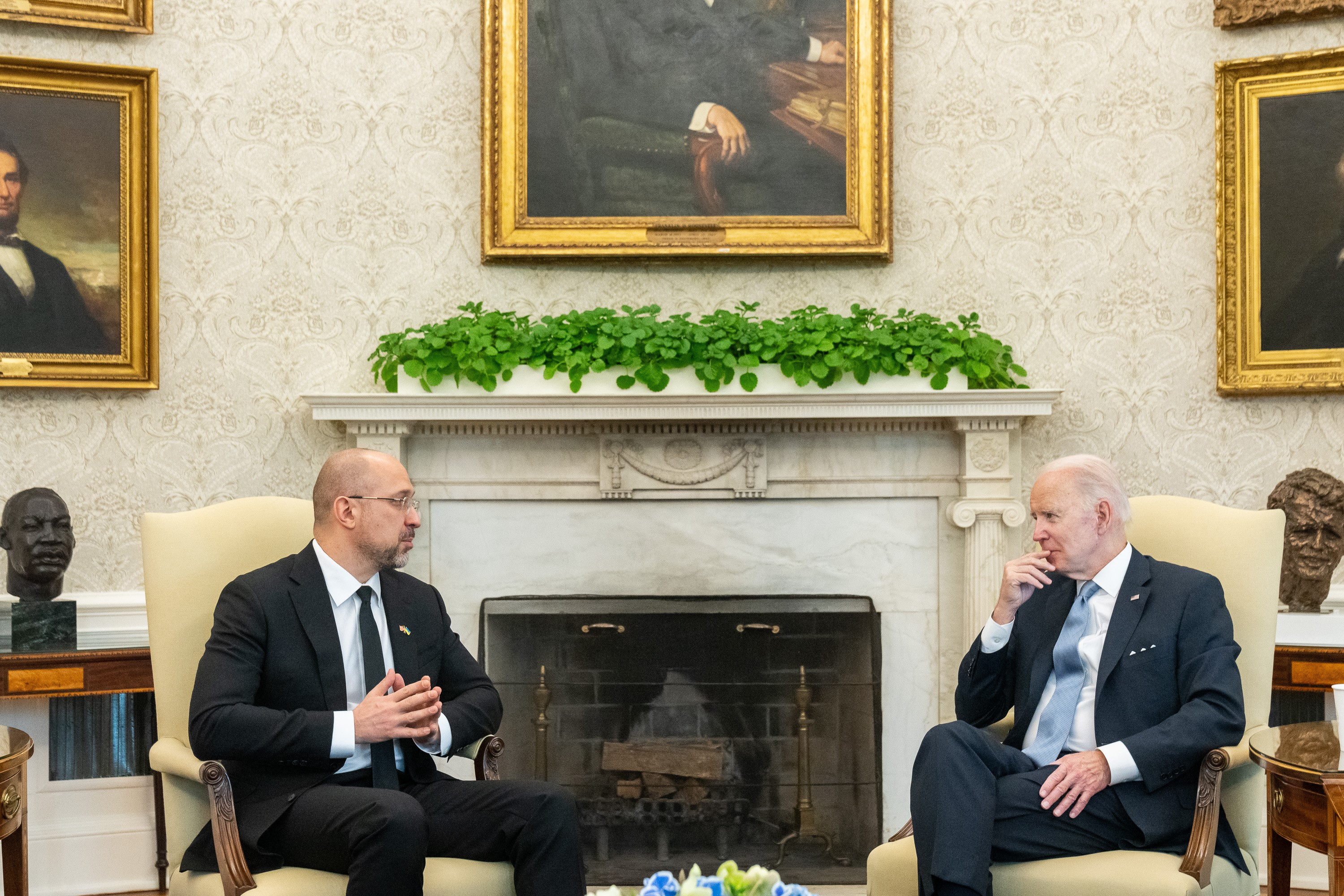
Sjmyhal tillsammans med USA:s president Joe Biden i Washington D.C, 21 april 2022.

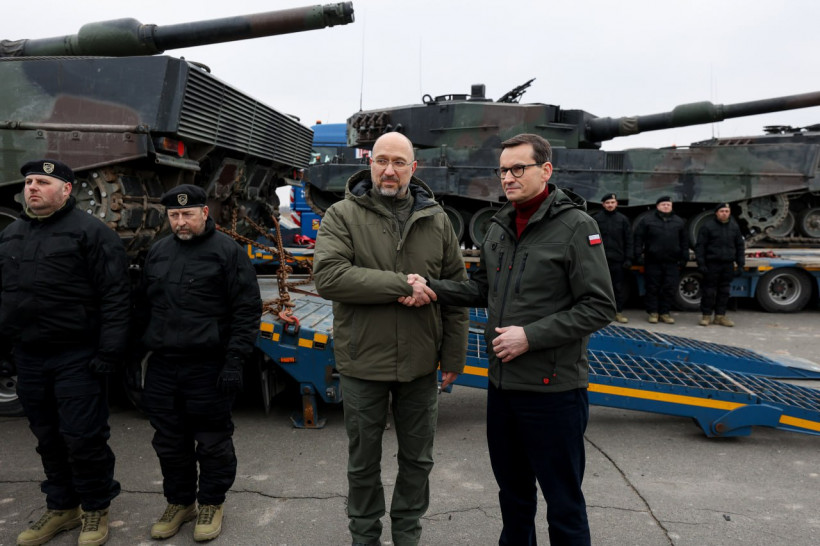
Sjmyhal tillsammans med Polens premiärminister Mateusz Morawiecki i Kiev, 24 februari 2023.

Denys Anatolijovytj Sjmyhal (ukrainska: Денис Анатолійович Шмигаль), född 15 oktober 1975 i Lvov, Ukrainska SSR i Sovjetunionen (nuvarande Lviv i Ukraina), är en ukrainsk politiker, entreprenör och är sedan den 4 mars 2020 landets premiärminister.
Som premiärminister har Sjmyhal varit ansvarig för att hantera covid-19 pandemin i Ukraina och sköter nu försvaret av Ukraina under den ryska invasionen.

## Biografi
1997 tog Sjmyhal examen från yrkeshögskolan i Lviv och fick 2003 titeln kandidat nauk. Från sin examen 1997 till september 2005 arbetade Sjmyhal som revisor i olika företag. Från september 2005 till juni 2006 var Sjmyhal biträdande generaldirektör för ett företag som heter "LA DIS". Från juni 2006 till augusti 2008 var han direktör för investeringsbolaget "Comfort-Invest". Från september 2008 till september 2009 var Sjmyhal generaldirektör för företaget "ROSANINVEST LLC".
Sjmyhal arbetade i flera ledande politiska roller i Lviv oblast från 2009 till december 2013. Först som chef för ekonomiska avdelningen vid Lviv Oblast-administration mellan 2009 och 2011. Där träffade han och arbetade med Oleh Nemtjinov som 2020 blev chef för ministerkabinettet i Sjmyhals regering. Sjmyhal blev sedan chef för avdelningen för ekonomi och industripolitik under hela 2012 och 2013 blev han chef för avdelningen för ekonomisk utveckling, investeringar, handel och industri.
Från maj 2014 till december 2014 arbetade Sjmyhal som biträdande chef för Lviv Oblasts regionalkontor vid ministeriet för inkomster och tullar.
I det ukrainska parlamentsvalet 2014 ställde Sjmyhal upp som en oberoende kandidat i Ukrainas 121:a valdistrikt, beläget i Lviv Oblast. Han erhöll 188 röster mot Bohdan Matkivskyjs som vann distriktet, 26 924 röster.
I det ukrainska lokalvalet 2015 var Sjmyhal en kandidat till den offentliga rörelsen "People's Control". Trots att "People's Control" vann fem platser i det regionala parlamentet, blev Sjmyhal själv inte invald.
Han var vicepresident för den Lviv-baserade distributören för frysta varor TVK Lvivkholod från 2015 till 2017 och från 2018 till 2019 fungerade Sjmyhal som direktör för Burshtyn TES som är den största elproducenten i Ivano-Frankivsk oblast och är en del av Rinat Achmetovs innehav. Från den 1 augusti 2019 fram till hans utnämning till premiärminister var Sjmyhal Ivano-Frankivsk oblasts guvernör.
Den 4 februari 2020 utsågs han till minister för regional utveckling och ersatte Oleksij Hontjaruks roll som Ukrainas premiärminister den 4 mars 2020 under president Volodymyr Zelenskyj. År 2021 placerade sig Sjmyhal på 7:e plats på listan över de 100 mest inflytelserika ukrainarna, enligt veckotidningen Focus.

## Privatliv
Sjmyhal är gift med Kateryna Sjmyhal och de har två döttrar tillsammans. Kateryna var tidigare delägare i Lviv "Kamyanetsky Bakery" och en lokal NextBike-cykeluthyrning. Hon sålde sina aktier i dessa företag 2019.

## Utmärkelser
- Kommendör av Storfurst Gediminas orden,  5 juli 2023[7]

[Redigera Wikidata]